# Joyce Chitsulo
Joyce Chitsulo ist eine malawische Politikerin. Sie ist Abgeordnete für Mwanza West. Sie ist Mitglied der Democratic Progressive Party und sie leitete das Public Appointments Committee bis sie stellvertretende Ministerin für Local Government, Unity and Culture wurde.

## Leben
Chitsulo ist Mitglied der Democratic Progressive Party und des Malawi Parliamentary Women’s Caucus.
Chitsulo führte das Public Appointments Committee (PAC), dem auch Francesca Masamba angehörte. Im Jahr 2020 brachte sie Korruptionsvorwürfe gegen Masamba vor das Antikorruptionsbüro. Masamba wurde aufgrund von Vorwürfen eines Kandidaten verhaftet, der sich um die Leitung des Directorate of Public Officers Declarations beworben hatte. Masamba soll eine hohe Zahlung als Gegenleistung für die Unterstützung der Bewerbung des Kandidaten verlangt haben.
2023 veröffentlichte sie zusammen mit Ashems Songwe den Bericht „Why Malawi’s record cholera outbreak demands long-term solutions“ („Warum Malawis Rekord-Ausbruch der Cholera langfristige Lösungen verlangt“) in der Zeitschrift New Humanitarian. Sie plädierten für eine internationale Initiative zur Verbesserung der Sanitärversorgung in Malawi auf der bevorstehenden UNO-Wasserkonferenz in New York City. Cholera entwickelte sich zu einem zunehmenden Problem, und obwohl sie behandelbar ist, liegen die Ursachen in der nachhaltigen Wasser-, Sanitär- und Hygieneversorgung (WASH). In Malawi sterben normalerweise jährlich zehn Menschen an Cholera, doch zuletzt lag die Zahl bei 1.500. Malawi wolle dieses Problem lösen, hieß es, könne es aber nicht allein schaffen.
2024 diskutierte das Parlament über die Entsendung Tausender Menschen zum Arbeiten nach Israel. Dieser Vorschlag war umstritten, da er eine Einmischung von Politikern in die Wirtschaft vorsah. Chitsulo hatte eine Mission nach Israel geleitet, um die Bedingungen zu überprüfen, da dort bereits Hunderte Malawier arbeiteten. Chitsulo berichtete von Beschwerden, glaubte aber, dass diese auf hohe Erwartungen und mangelnde Kommunikation zurückzuführen seien. Die Abgeordnete Bertha Mackenzie Ndebele wies auf die hohe Zahl arbeitsloser junger Menschen in ihrem Wahlkreis hin und unterstützte den Vorschlag.
Im Mai 2024 verlangte Chitsulos Public Appointments Committee, dass das Außenministerium alle im Ausland tätigen leitenden Beamten abberufen solle, die nicht vom PAC überprüft worden waren. Die Forderung kam nach der Ernennung von David Bisnowaty zum Geschäftsträger Malawis in Israel. Der PAC genehmigt alle hochrangigen Ernennungen, aber es scheint, dass das Außenministerium dies vermieden hat. Chitsulo warf dem Ministerium vor, leitende Beamte nur vorübergehend zu ernennen, da diese theoretisch vier Jahre lang eine Botschaft ohne Aufsicht durch den PAC leiten könnten. Bisnowaty (ein ehemaliger Abgeordneter) und Nancy Tembo argumentierten, die Aufsicht sei unnötig und Bisnowaty melde sich freiwillig für diese Rolle. Chitsulo und Unterstützer der Zivilgesellschaft wollten eine Genehmigung für  Bisnowaty und fanden das Argument zweifelhaft, er sei ein Freiwilliger, während er die Gelder der Botschaft kontrollierte. Chitsulus Public Appointments Committee befasste sich auch mit den in Malawi tätigen Beamten. Alle Beamten sind gesetzlich verpflichtet, ihr Vermögen offenzulegen, und sie hätten dies seit zehn Jahren tun müssen. Es gab zwar etwas mehr als 14.500 Beamte, aber im letzten Jahr hatten 1.788 die erforderliche Erklärung nicht abgegeben. Sie räumte ein, dass dies weniger als im Vorjahr sei, forderte aber die Entlassung dieser Personen wegen Gesetzesverstößen.
Präsident Lazarus Chakwera ernannte Chitsulo zur stellvertretender Ministerin für Local Government, Unity and Culture und daraufhin wurde sie im Januar 2025 durch Grant Ndecha als Vorsitzende des PAC ersetzt.